# 100 Hearts
| Recensione | Giudizio |
| ---------- | -------- |
| AllMusic   | [ 1 ]    |

100 Hearts è un album discografico del pianista jazz francese Michel Petrucciani, pubblicato dall'etichetta  discografica The George Wein Collection nel 1984.

## Tracce

### LP
Lato A
1. Turn Around – 9:11 (Ornette Coleman)
2. Three Forgotten Magic Words – 5:25 (Michel Petrucciani)
3. Silence – 5:53 (Charlie Haden)
4. St. Thomas – 6:45 (Sonny Rollins)

Lato B
1. Pot Pourri (A Medley) – 14:11
2. 100 Hearts – 12:07 (Michel Petrucciani)

## Musicisti
- Michel Petrucciani - pianoforte (solo)

Note aggiuntive
- Gabreal Franklin - produttore
- Jeffrey Weber e Jim Gierlich - co-produttori
- Registrazioni effettuate nel giugno del 1983 presso RCA Studio A di New York City, New York (Stati Uniti)
- James Crotty - ingegnere delle registrazioni
- Gabreal Franklin e Joe Lopes - digital editing
- Mastering effettuato da Joe Gastwirt al JVC Cutting Center di Los Angeles, California
- Jerry Takigawa Design - design copertina album originale
- Irene Morris - handlettering
- Gabreal Franklin - fotografia copertina frontale album originale, fotografia retrocopertina album originale
- Pierre Lhomme, Linda Montoya e Erlinda Petrucciani - fotografie retrocopertina album originale
- Leonard Feather - note retrocopertina album originale[2] [3]